# Мопти (аэропорт)
Мопти (также Севарэ) — аэропорт в африканском государстве Мали, недалеко от городов Мопти и Севарэ (регион Мопти).
Другое название — аэропорт Амбодеджо. Аэродром используется совместно военными и гражданскими.
В августе 2015 года в рамках миссии Совета Безопасности ООН (MINUSMA) в аэропорту были усилены меры безопасности и расположена медицинская группа для оказания помощи пострадавшим от нападений в Севарэ.
Летом 2018 года аэропорт был обстрелян террористами. Беспорядки связывают с восстанием Туарегов 2012 года — экстремисты продолжают совершать нападения, несмотря на подписанное в 2015 году мирное соглашение.
24 мая 2021 года в стране был совершён государственный переворот, после чего в сентябре того же года правительство страны стало задумываться о приглашении российских наёмников в страну. Русская служба Би-би-си сообщала, что уже в августе в Мали действовали боевики ЧВК «Вагнер».
Позже аэропорт стали использовать в качестве временной базы боевики ЧВК «Вагнер», по состоянию на 15 июля 2022 года тут уже имелась их база. В апреле 2023 года военная база на территории аэропорта была атакована джихастами. По заявлениям местных чиновников погибло не менее 29 человек. В конце августа 2023 года на взлетно-посадочной полосе были обнаружены три беспилотника Bayraktar TB2, при этом ранее покупку двух беспилотников правительство Мали подтверждали государственные СМИ. По словам источников изданий The Insider на момент августа-сентября 2023 года аэропорт передан представителям Министерства обороны РФ.